# Бехциці-Весь
Бехциці-Весь (пол. Bechcice-Wieś) — село в Польщі, у гміні Лютомерськ Паб'яницького повіту Лодзинського воєводства.
Населення — 305 осіб (2011).
У 1975-1998 роках село належало до Серадзького воєводства.

## Демографія
Демографічна структура станом на 31 березня 2011 року:
|          | Загалом | Допрацездатний вік | Працездатний вік | Постпрацездатний вік |
| -------- | ------- | ------------------ | ---------------- | -------------------- |
| Чоловіки | 147     | 28                 | 102              | 17                   |
| Жінки    | 158     | 23                 | 97               | 38                   |
| Разом    | 305     | 51                 | 199              | 55                   |